# Chino
Chino (jap. 茅野市 Chino-shi) – miasto w środkowej części wyspy Honsiu w Japonii w prefekturze Nagano.

## Położenie
Miasto położone we wschodniej części prefektury Nagano. Miasto graniczy z:
- Saku
- Suwa
- Ina
- Hokuto

## Historia
Miasto powstało 1 sierpnia 1958 roku.